# Chontales de Tabasco
Los chontales de Tabasco, también llamados maya chontales, yokot'anjo' o Yoko t'anob, son una etnia maya. 
Los chontales de Tabasco se autonombran "yoko yinikob" o "yoko winikjo'" (hombres verdaderos) y "yoko ixikob" o "yoko ixikjo'" (mujeres verdaderas). El nombre "chontal" proviene del náhuatl y quiere decir, literalmente, "extranjero", y fue puesto por los nahua hanlantes quienes llamaban "chontalli" (extranjero) a los habitantes de otras provincias de habla distinta al náhuatl.
En la actualidad, los chontales de Tabasco habitan principalmente en los municipios de Centro, Nacajuca, Centla, Macuspana, Jonuta y Jalpa de Méndez.

## Historia

División de las jurisdicciones o cacicazgos mayas en el.

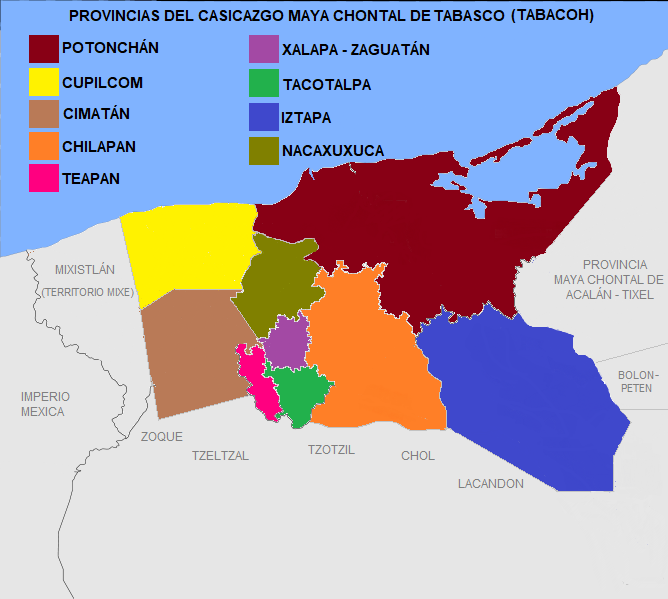
Mapa de las provincias del cacicazgo maya chontal de Tabacoh en el.

Se cree que los putunes llegaron al oriente de la península de Yucatán, desembarcando en Polé. Posteriormente siguieron su camino por tierra y llegaron a lo que hoy es Yucatán donde habitaron un tiempo, pero al no encontrar un lugar propicio para establecerse definitivamente, además de tener que estar en guerra con sus vecinos, decidieron continuar su migración hacia el poniente, hasta llegar a Tabasco en el siglo IV, sometiendo a los entonces habitantes de esa tierra y asentándose en una región de ríos, lagunas y pantanos, donde encontraron un lugar propicio para su desarrollo. Esta etnia se autollamaría yoko t'aanob, mientras que los mayas peninsulares los llamaban chocoh y los nahuas les pondrían el nombre de chontales. Con el tiempo, los Yoko t'aanob se convirtieron en grandes navegantes y comerciantes, y abarcando regiones más extensas como el sur de Veracruz, norte de Chiapas, poniente y sur de Campeche, sur de Quintana Roo, así como parte de Guatemala y Belice.
Los chocoh (descendientes del puma) formaron un gran cacicazgo al que llamaron Chocohtán (lugar de los descendientes del puma) cuya capital era Chocohtitlán o Potonchán (en maya: Región del cielo), y estaba formado por ocho pequeños leones o provincias.
Alrededor del año 320 d. C. un grupo de mayas chontales emigraron de Tabasco hacia el oriente, estableciéndose en la región del Petén, Guatemala. Más tarde, emigraron al este de la Península de Yucatán arribando en el año 435 a Bacalar adoptando el nombre de chanes (por su líder Holón Chan), y dos siglos después, en el año 555 llegaron a Chichen Itzá autonombrándose itzaes.
Después del colapso maya ocurrido entre los siglos VIII y IX, los putunes o Mayas chontales, vivieron una época de expansión y aprovechando la desorganización de ciertas provincias mayas, ejercieron una fuerte influencia en el interior de Yucatán, y alcanzaron, a través de diversas migraciones, regiones tan distantes como la costa oriental de la península de Yucatán y la costa caribeña, en territorios que hoy corresponden a Belice y Honduras, estableciendo provincias o cacicazgos y pueblos confederados dedicados al comercio y a otras actividades económicas productivas.
En el año 869, salió de Tabasco con un ejército de Mayas chontales rumbo a la península de Yucatán, Ah Mekat Tutul Xiu, quien fue el jefe de los tutul xiues, y poco a poco obligó a los itzaes a replegarse a la selva y abandonar Chakán Putum en el año 948 d. C. y otras ciudades, los tutul xiúes se establecieron principalmente en Uxmal, mientras que los mayas chontales se establecieron en Chakán Putum, extendiendo su territorio hasta la parte central de la península yucateca.
Cuando inició la guerra entre las ciudades de Mayapán y Chichen-Itzá en el año de 1194, tropas mayas chontales de Potonchán y Xicalango, fueron a Yucatán a prestar ayuda al jefe Cocom de Mayapán, Hunac Ceel en contra de Cbacxib Chac, gran jefe de Chichen-Itzá. Los chontales tomaron y destruyeron Chichen-Itzá, quedando Mayapán como la ciudad de mayor preponderancia en el norte de la península yucateca. De esta forma, Tabasco pasó a formar parte del reino de Mayapán.
El gran desarrollo comercial tenido por la provincia de Tabasco, llamó la atención del Imperio Azteca quienes a mediados del siglo XIII comenzaron a incursionar en el territorio de Tabasco, al que llamaban Onohualco o Nonohualco con el fin de anexar más provincias tributarias a su imperio. De esta forma, los aztecas establecieron tres provincias en territorio maya chontal de Tabasco. La primera llamada Ahualulco estaba situada en costa occidental de Tabasco casi en la desembocadura del río Tonalá y estaba formada por once pueblos; la segunda llamada Cimatán se encontraba tierra adentro y estaba constituida por los pueblos de Cimatán, Cuaquiltelupa, Cunduacan, Guimango, Culico, Anta, Pechucalco y Gucuizalco; y la tercera se localizaba en Xicalango, un puerto ubicado entre el río San Pedro y la laguna de Términos (hoy en Campeche). Con estas regiones nahuas, los chontales de Tabasco tenían constantes guerras.
En el año 1441, Uxmal derrota a Mayapán provocando la desintegración de la Liga de Mayapán, que era una legendaria alianza de paz entre los estados mayas del período posclásico mesoamericano y se crearon grandes rivalidades entre los grupos mayas, y se formaron diversos (al parecer entre 15 y 19) estados, cacicazgos o jurisdicciones llamadas “Kuchkabal”. 
Cada “Kuchkabal” o estado maya tenía una capital donde vivía el gobernante y sacerdote supremo de la región llamado Halach Uinik. Cada Kuchkabal se dividía en varios municipios llamados “Batalib” que a su vez eran gobernados por funcionarios llamados “Batab”, los cuales usualmente eran familiares del Halach Uinik a quién rendían fidelidad. Cada Batab, era el jefe militar de su población, pero atendían órdenes de un jefe militar llamado “Nacom” que los coordinaba. Es a partir de esta época que la provincia chontal de Tabasco queda independiente y nombran como su cacique principal a Tabscoob.
En 1516 los mayas de Potonchán preocupados por el creciente número de nahuas de Xicalango que cruzaban por Tabasco hacia Ahualulco y Guazacualco además del avance que hacían sobre los límites de Tabasco, decidieron prohibirles el paso, por lo que los indígenas nahuas de Xicalango apoyados por el emperador Moctezuma II atacaron Potonchán, pero fueron derrotados por los mayas chontales , enviando el señor vencido de Xicalango, como tributo a muchas jóvenes, entre ellas la Malintzin, famosa más tarde en la Conquista del Imperio azteca.

### Territorio prehispánico

Territorio dominado por los Mayas chontales.

Los Putunes o Chontales de Tabasco se establecieron en el delta de los ríos Usumacinta y Tabasco (hoy Grijalva), en la región conocida hoy como la Chontalpa, una zona de ríos, riachuelos, lagunas y pantanos en donde predominaba el transporte acuático, así como alrededor de la Laguna de Términos y a lo largo de los numerosos ríos que ahí desembocan. 
La extensión de su territorio iba desde el río Cupilco, al oeste de Comalcalco, en el actual estado de Tabasco, por los deltas de los ríos Usumacinta y Grijalva, pasando por la Laguna de Términos, la cuenca del río Candelaria, hasta la actual ciudad campechana de Champotón, así como el área donde el río de la Pasión y el Chixoy se unen para formar el río Usumacinta en Guatemala, y con el tiempo habitaron áreas extendidas y constituyeron cacicazgos importantes, como el de Chakán Putún en el Golfo de México y Chactemal en la costa del mar Caribe, haciendo constantes viajes de ida y vuelta a Potonchán.
Los Chontales de Tabasco o Putunes formaron dos ciudades principales: Potonchan (Putunchan, en maya: "La región del cielo") o Chocohtitlán, situada en la desembocadura del río Grijalva, capital de la provincia de Tabacoh, en el actual estado de Tabasco, e Itzamkanac (en maya: "lugar de la casa del lagarto y la serpiente"), capital de la provincia de Acalán (en maya: "Lugar de caonas"), junto al actual río Candelaria que desemboca en la laguna de Términos, en el hoy estado de Campeche.
Provincia chontal de Tabasco (Tabacoh)
La provincia de Tabacoh o Tabasco (en maya: "Nuestro Señor de los ocho leones", esto en alusión a las ocho provincias que comprendía) cuya capital era Potonchán, y comprendía las siguientes ocho provincias chontales:
POTONCHÁN: Atasta, Tamulté, Honochtah, Taxahual, Tabasquillo y Cintla. (Comprendía los Municipios de Centla, Centro, y parte de los municipios de Jonuta, Macuspana, en el actual estado de Tabasco, y las Municipalidades de Palizada y gran parte de Carmen, pertenecientes al hoy Estado de Campeche.) 
CUPILCOM: Cupilcom, Chiltepec, Xalpa, Xalupa, Hueymanguillo, Chichicapa, Ayapa, Soyataco, Mecoacán, Amatitán, Iquinuapa, Boquiapa, Ulapa y Zanapa. (Comprendía los Municipios de Jalpa, Comalcalco y Paraíso; y parte de los municipios de Cárdenas, y Huimanguillo, Tabasco y Pichucalco hoy en Chiapas.) 
CHILAPAN: Chilapan, Tepetitán, Acumba, Tepecintila y Macuspana. (Comprendía al hoy Municipio de Macuspana). 
IZTAPA: Iztapa, Tatahuitalpan, Tanatsiic, Usumacinta, Multé, Petenecté, Popané, Canitzán y Acalán. (Se extendía en las hoy Municipalidades de Emiliano Zapata, Balancán y Tenosique, Tabasco así como parte de los municipios de La Libertad y Ocosingo pertenecientes hoy Chiapas, y de Carmen y Candelaria pertenecientes hoy a Campeche). 
NACAXUXUCA: Nacaxuxuca, Tecoluta, Guatacalca, Olcualtitán, Oxiacaque, Mazateupa, Tapozingo, Tucta, Macultepec, Ocuilzapotlán, Tamulté de la Sabana. Comprendía una parte del Municipio de Nacajuca y parte de municipio de Centro. 
XALAPA-ZAGUATAN: Xalapa, Astapa, Zaguatán y Xaguacapa. Comprendía el actual Municipio de Jalapa. 
TACOTALPA: Tacotalpa, Puxcatán, Tapijulapa, Oxolatán. (Comprendía todo el Municipio de Tacotalpa). 
TEAPAN: Teapan y Tecomaxiaca, (abarcaba todo el Municipio de Teapa).
En el territorio dominado por los maya chontales, se encontraban enclavadas, tres provincias de origen nahuatl, con quienes sostenían constantes guerras: Ahualulco o Ayahualulco, enclavado en la costa occidental del estado de Tabasco, casi en los límites con el actual estado de Veracruz; Cimatán que comprendía los pueblos de Huimango, Cunduacán, Cuculteupa y Cimatán, en el municipio de Cunduacán, Tabasco; y Xicalango, que se localizaba entre los actuales estados de Tabasco y Campeche, lo que ocasionó un "mestizaje" entre maya chontales y mexicas. Eso explica que muchos nombres de poblaciones tabasqueñas estén en lengua nahuatl, incluyendo las ruinas mayas de Comalcalco.
Provincia chontal de Acalán-Tixel (Tamactun)
Por su parte, la provincia maya chontal de Acalán - Tixel se localizaba en el hoy estado de Campeche, y comprendía 76 pueblos y aldeas. Las poblaciones principales eran Itzamkanac (la capital), Tixel, Pacaltún, Teutiercas, Tizatepetl, Teotilac y Chakam.

### Gobierno
Los mayas chontales formaron un gran cacicazgo o “Kuchkabal” llamado Tabasco o Tabacoh, y tenían un gran cacique o Halach Uinik al que llamaban "Señor de los Nueve Pumas" el "Tabahcob" (el padre león fuerte), que residía en Potonchán y gobernaba como rey absoluto, y los sucesores eran sus familiares directos. Cuando moría sin sucesión en su dinastía, sus vasallos elegían entre sus guerreros al más valiente, o de mayor nobleza y poder, entonces el elegido era consagrado a "Coh" (puma o león americano).  Además del Halach Uinik, los mayas chontales tenían un Consejo de Ancianos en todos sus poblados para cuidar del orden, las buenas costumbres y administrar justicia. El Kuchkabal tenía su capital que era el lugar en donde residía el cacique principal y gran sacerdote. 
Alrededor del Halach Uinik, se congregaban los ocho "pequeños leones" o provincias también llamadas “Batalib” que formaban el gran cacicazgo de Tabacoh, y que eran gobernadas por subjefes o funcionarios llamados "Batab" o "Coh", quienes enviaban a su señor, contingentes de guerreros diestros y tributos, teniendo el privilegio de usar una piel de puma en los combates. Los "Coh" residían en Cupilco, Chilapan, Cimatán, Iztapa, Xalapa-Zaguatán, Nacaxuxuca, Tacotalpa y Teapan.
El último Halach Uinik de los mayas chontales fue Tabscoob, quien gobernó hasta marzo de 1519 después de que los mayas chontales fueron derrotados por el conquistador Hernán Cortés en la batalla de Centla.

### Comercio chontal
Los mayas chontales fueron buenos navegantes y comerciantes y aprovecharon la intrincada red de los ríos de la zona para establecer una importante actividad comercial siendo el puente entre El Petén y las tierras altas guatemaltecas, los pueblos de la península de Yucatán, y las provincias del Altiplano Central. Controlaban muchas rutas marítimas comerciales alrededor de la península de Yucatán, desde la laguna de Términos en Campeche hasta el puerto de Nito en la costa atlántica guatemalteca, llegando incluso a Naco en el centro de Sula en Honduras.
Los chontales prehispánicos desarrollaron un importante sistema económico basado en la comercialización y en la utilización de las múltiples rutas fluviales que comunicaban a regiones distantes entre sí. El hecho de ser buenos navegantes, les permitió tener intenso intercambio comercial a través de rutas bien establecidas que vinculaban a Tabasco con Chiapas, Soconusco, Guatemala y el Altiplano mexicano. En las tierras altas guatemaltecas, donde el río de la Pasión y el Chixoy se unen, los chontales de Tabasco tenían una base comercial en el sitio de Altar de Sacrificios controlando de esta forma para el Posclásico Tardío, el comercio por todo el río Usumacinta.
Por estas rutas circulaba sal, palo de Campeche, miel, cera, tejidos de algodón, entre otros, que provenían de Yucatán; de Chiapas llegaban el ámbar, plumas de quetzal y textiles de manufactura zoque; desde el Petén guatemalteco, llegaban plumas, pieles, y sal; de Oaxaca venían artículos de oro y jade; de las provincias del Altiplano mexicano llegaban telas de lujo para los señores, adornos de metal, obsidiana, pieles, hierbas olorosas y plantas medicinales.
El progreso y desarrollo de la provincia de Tabasco se debió principalmente a la gran actividad comercial sostenida sobre un vasto territorio geográfico, lo que dio como resultado el control de grandes áreas de distribución de productos específicos que se comerciaban en diversas regiones. De esta manera, Potonchán exportaba por toda Mesoamérica plumas de aves exóticas de la región, pieles de animales, cerámica, productos agrícolas, frutas, y sobre todo, la gran producción de cacao. De hecho, Tabasco, tenía depósitos y factorías en Naco, Honduras, en las márgenes del río Ulúa, lo que le permitía mantener el control de la producción de cacao en el área maya.
Los comerciantes de origen náhuatl que llevaban los productos del altiplano mexicano alcanzaban en Tabasco los límites naturales de su zona comercial, en este lugar las rutas terrestres eran sustituidas por vías fluviales, a la vez que terminaba el área de habla náhuatl y empezaba el territorio maya, por lo que en Potonchán intercambiaban sus productos llevándose artículos que eran producidos en la selva, las tierras altas, la península yucateca y el Caribe.

### Alimentación

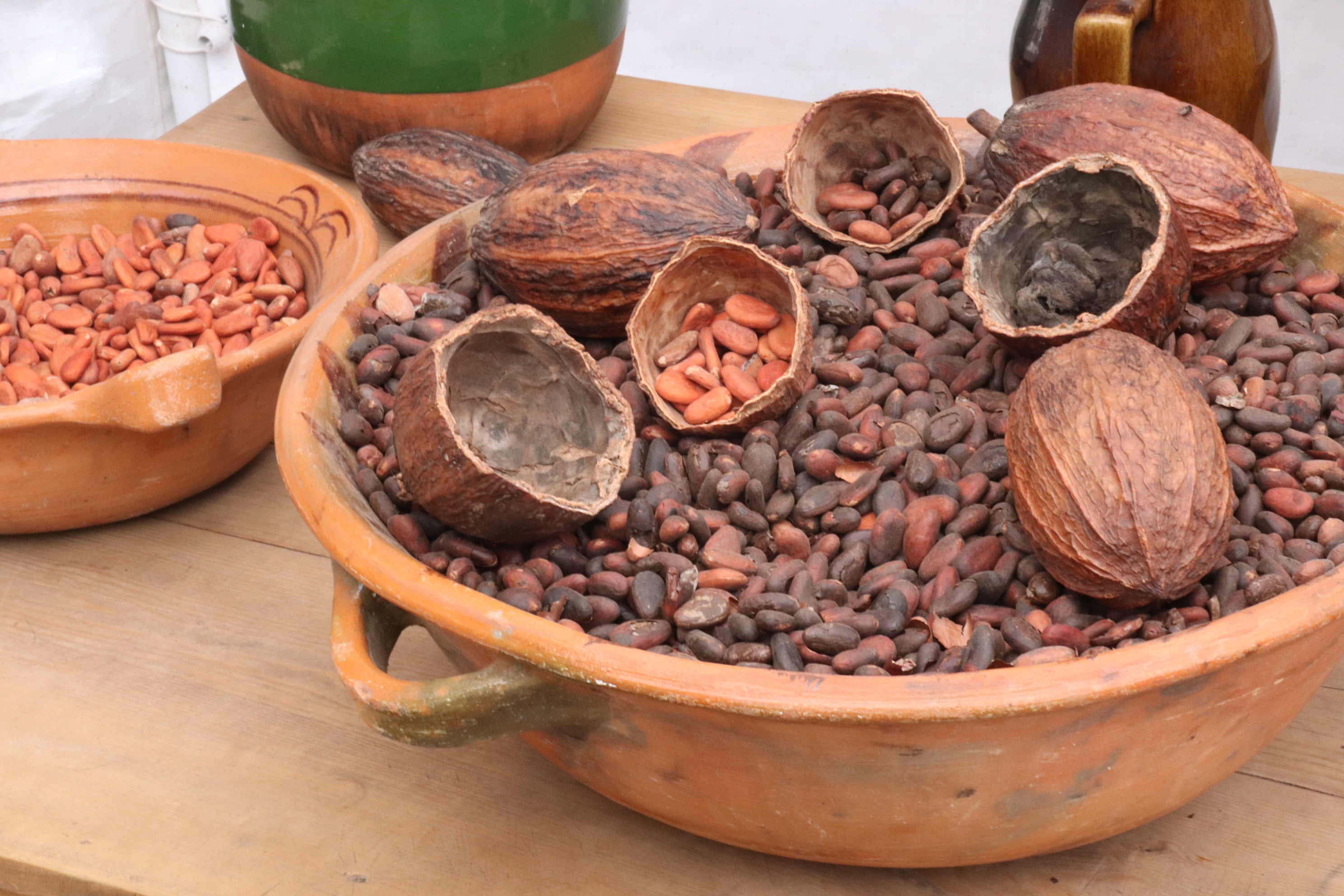
El cacao, uno de los alimentos básicos de los Mayas Chontales

Una de las actividades importantes era la agricultura, sembraban principalmente maíz, cacao, tabaco, frijol, chile, piña, hule, bixa, achiote, calabaza, chayote, etc. En lo que respecta a la cacería eran diestros en el manejo de la flecha, la honda, la cerbatana de carrizo, la pica dé madera, etc., cazando cuadrúpedos, aves y reptiles que les proporcionaban pieles, cebo abundante y alimento.
Su alimento principal era el maíz y el cacao, con los que preparaban las tortillas, el pozol, el chorote, el chocolah, el guarapo de piña, o condimentando los alimentos como tamales y chirmole. Dentro de la fauna acuática su dieta era a base de pejelagarto, róbalo, pez bobo, hicotea, pochitoque y cangrejos. Y en cuanto a la fauna terrestre, incluían iguanas, venado, armadillo, pijije, chachalaca y otros.

### Religión
La religión de los Chontales de Tabasco o Putunes era sencilla, en relación con la cosmovisión, los chontales conciben el universo como integrado por tres niveles o planos en una dimensión vertical. En la parte superior se localizaría el cielo, en medio estaría el territorio chontal, y abajo se encontraría el inframundo.
Entre las deidades principales que adoraban estaban:
- Coh, su dios principal, al que ellos consideraban el creador del mundo, y era reverenciado en sus altares.
- Teocihuah, la madre del mundo.
- Hura-Kan, dios del trueno y de la tempestad.
- Muku leh chan Así llamaban los maya chontales a Kukulkán: y representaba al dios viento llamado también serpiente emplumada. Esta creencia fue traída por itzaes y toltecas.
- Yum Kimil: Dios de la muerte.
- Ix Chel: Diosa de la luna.
- Alaghom Naom: Diosa de la tierra.
- Tlapocua-Paunatl: Dios Sol, el que daba calor a la tierra.
- Tlapocua Cahuntla: la Diosa Luna, la que alumbraba a la tierra por la noche mientras el sol va al otro lado a iluminar el mundo de los muertos.
- Tlapocua-Cal-Tlaja: dios de la lluvia, el que fecundaba la tierra, conocido también como dios del mar, de los ríos, lagos, arroyos y manantiales.
- Tlapocua Quitrami: dios del rayo, de los truenos y tormentas.
- Tlapocua-Quiel-Tlahua: dios del aire, tenía a su cargo la respiración del mundo y de los seres vivientes.
- Tlapocua-Quiel-Fapa: dios de los sembrados, el que sustentaba a los seres vivientes.
- Tlapocua Lamaya: dios de la muerte, del descanso eterno.
- Tlapocua Fulegui: dios de la guerra.
- Chuhilbah, amo del monte o dios del infierno, quien producía los temblores e inundaciones.

Los Chontales no edificaban templos especiales a sus deidades; levantaban sus altares en las plazas de sus pueblos, en las orillas de un arroyo, o en las colinas y, en oquedades, bajo un frondoso árbol. Los altares eran por lo regular pequeños túmulos o monumentos hechos de piedra, madera o barro sobre el cual colocaban al ídolo que era de su devoción. Tenían un sacerdote superior, además habían sacerdotes brujos o hechiceros que se dedicaban a la medicina, y a la hechicería, eran consejeros en el gobierno y tenían gran poder e influencia en el pueblo.
El primer día del año chontal comenzaba el 16 de julio, este día los mayas chontales hacían oraciones, fiestas, bailes y ágapes, el teponastle y el caracol guerrero resonaban en todos los pueblos y aldeas para dar inicio a las festividades y para confortar el espíritu en la esperanza de días mejores.

### Vestimenta
Los maya chontales de la época prehispánica llevaban como vestido un refajo de piel de tigre, zorra, venado, etc., ceñido a la cintura y adornado con plumas de diversos colores, y cubrían el pecho con otra piel cruzada al hombro. Usaban en la cabeza un penacho de cuero adornado con plumas grandes de varios colores que cubrían el cabello largo y lacio; también usaban sombreros tejidos de palma de vuelo amplio (Jopó), hoy conocido como sombrero chontal.
Como accesorios usaban orejeras de oro o cobre, collares de concha, piedrecitas de colores o semillas; y llevaban en la espalda el "carcax" lleno de flechas y el arco, en la mano embrazando la rodela o escudo de piel gruesa. Los jefes y gente noble o principal usaban "cacleb" (calzado) de piel cruda, seca al natural, atados con correas o cordeles de ixtíe, pero la generalidad de la gente iba descalza. Para la guerra se pintaban el cuerpo de diversos colores (rojo, negro, verde, azul, amarillo, etc.), para presentarse de aspecto terrible y asustar e imponerse al enemigo.
Por su parte las mujeres llevaban una falda de piel o tela burda y el busto al descubierto, adornándose con pequeñas piedras de colores, conchas y plumas.

### Conquista española

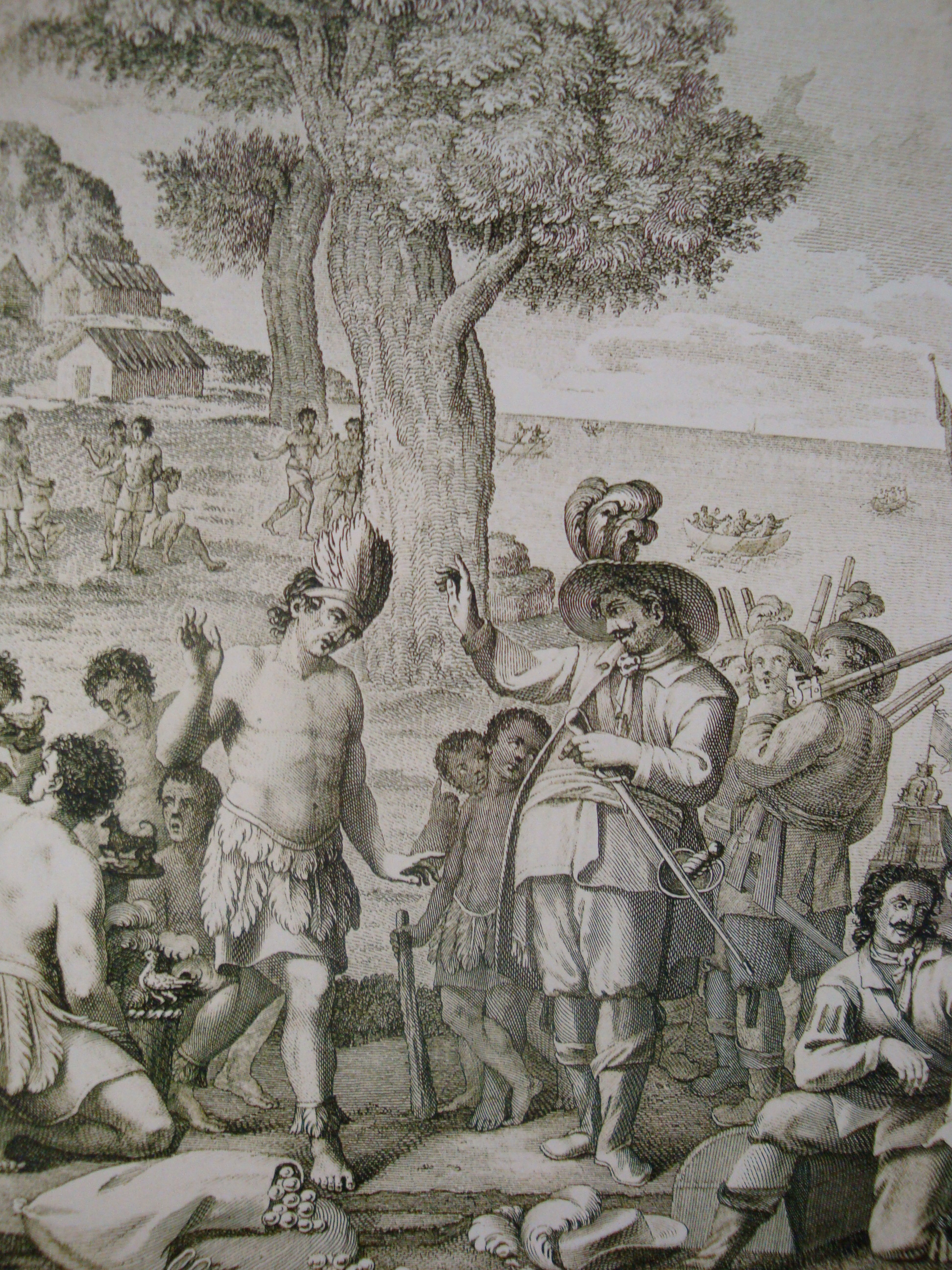
Entrevista del conquistador español Juan de Grijalva con el cacique maya chontal Tabscoob en Potonchán.

Los primeros españoles en llegar a territorio chontal fue la expedición encabezada por Francisco Hernández de Cordova quien en 1517 arribó a la población de Chakán Putum, siendo repelido por los aguerridos habitantes. Posteriormente, llegó la expedición de Juan de Grijalva y conformada por cuatro embarcaciones, quienes llegaron al río Tabasco el 8 de junio de 1518, desembarcando en Potonchán estableciendo contacto con los chontales. Juan de Grijalva se reunió con Tabscoob, el cacique de Potonchán con quien inclusive intercambió diversos obsequios. Grijalva le obsequió a Tabscoob su jubón de terciopelo verde y unas alpargatas color rosa, mientras que el cacique maya le obsequiaba diversos objetos de oro y artesanías de barro. Grijalva le hizo saber al soberano maya que venía en son de paz y que su intención era continuar su viaje por la costa. Después de unos días y de abastecerse de víveres, Grijalva continuó su camino. 
Posteriormente, el 12 de marzo de 1519 arribó a Potonchán la expedición española comandada por el conquistador Hernán Cortés quien derrotó a los chontales en la "Toma de Potonchán" y la Batalla de Centla, iniciándose así la conquista de los chontales, hecho que culminaría hasta 1564 con la rendición de las últimas provincias del territorio maya chontal.
Posterior a la conquista española, sobrevino una drástica disminución de la población indígena chontal. Entre las causas de esta rápida disminución se encuentran las epidemias por las enfermedades traídas por los conquistadores españoles que asolaron a la población, las bajas en los enfrentamientos de los indígenas con los españoles, y la sobreexplotación laboral. La disminución de la población chontal fue tal, que de los 160 mil chontales que se calcula habitaban en lo que hoy es Tabasco al momento de la llegada de los conquistadores españoles, para 1579 quedaban solamente 8766, es decir, en 60 años, la población disminuyó en un 90 por ciento.

## Lengua
La lengua de los chontales de Tabasco es el Yoko t’aan (la lengua verdadera) o Idioma chontal de Tabasco, en la época prehispánica los mayas yucatecos lo llamaban "putun than" (lengua putun), ya que era una lengua diferente. El idioma chontal de Tabasco es una de las casi 30 diferentes lenguas que conforman la familia lingüística maya, y está relacionada con el chortí, el ch'ol, el mopán, el maya yucateco, el lacandón, y el itzá. Sin embargo, muestra gran afinidad con el maya de Yucatán.

## Actualidad

### Territorio y población

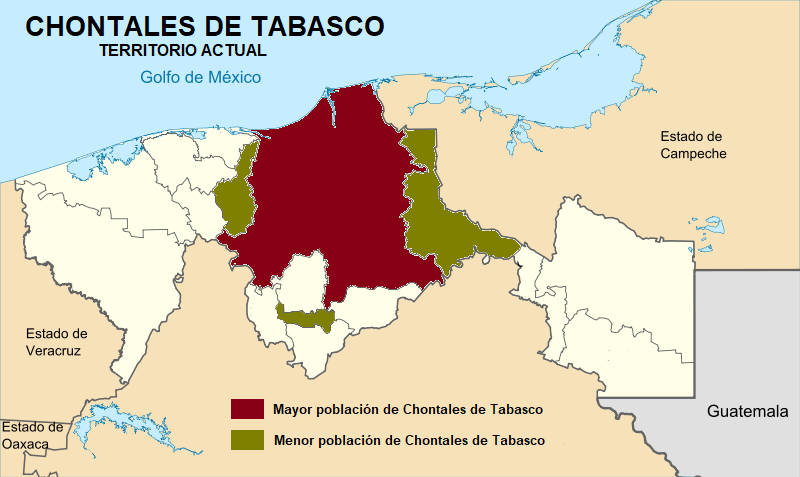
Territorio actual de los Chontales de Tabasco.

En la actualidad, los Chontales de Tabasco habitan principalmente en los municipios de Centro, Nacajuca, Centla, y Macuspana y en menor proporción en Jalpa de Méndez, Jonuta y una parte de Tacotalpa.
Después de ser el grupo dominante en cuanto al número de individuos, durante el siglo XX pasaron a ser una minoría, que representa el 3,7 por ciento con respecto al total de la población del estado de Tabasco. La zona chontal principal en la actualidad se localiza en los municipios de Nacajuca y Centro, donde habita casi las tres cuartas partes de la población maya chontal. En el municipio de Nacajuca se encuentran los pueblos chontales de: Tucta, Mazateupa, Tapotzingo, Tecoluta, San Marcos, Guatacalca, Guaytalpa Oxiacaque y Olcuatitán, que cuentan con hermosas iglesias multicolores, una vasta variedad artesanal y una rica gastronomía. Mientras que en el municipio de Centro, las poblaciones chontales más importantes son Tamulté de las Sabanas y Buenavista. 

### Economía
Gran parte de la población maya chontal ocupada continúa dedicándose a actividades dentro del sector primario, ya sea en la agricultura o en la pesca, y una menor cantidad se ocupa en el sector de servicios y a la elaboración de artesanías.

### Religión

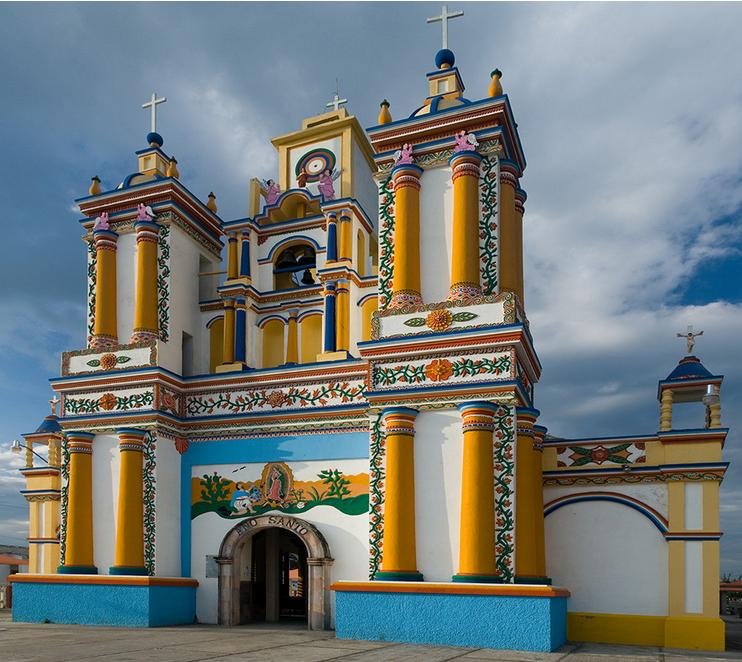
Iglesia de Cupilco, uno de los pueblos chontales de Tabasco.

Los chontales de Tabasco en la actualidad en su mayoría profesan la religión católica, y la veneración a las imágenes del santoral católico , aunque también existe presencia de otras religiones y cultos. Cada comunidad indígena venera a un santo al que se le atribuyen cualidades particulares. En cada comunidad se celebran fiestas patronales anuales en alusión al santo patrono de la comunidad.
Por otra parte, en la religión chontal también existe un sistema de creencias relacionadas con el culto a los llamados “Dueños de la naturaleza” conformados principalmente por duendes y aluxes. Estos tienen un carácter dual: se les respeta y se les teme; son tanto benefactores y protectores, al igual que provocadores de peligros y calamidades. algunos de estos son: Yum pa’: dueño de las lagunas y ríos; Yum tee: dueño de los bosques; Yum chab: dueño de la miel, y Yum ka’: dueño de la tierra, las plantas y los animales.

### Vestimenta
La vestimenta tradicional de los chontales de Tabasco desde la época colonial hasta la actualidad es en los hombres camisa manga larga y pantalón de manta blanca, botines y cinturón negros y sombrero chontal de paja con cuatro picos. Llevan un pañuelo o paliacate rojo al cuello. Adicionalmente, se incluyen un morral, un machete al cinto y un "bush" (cantimplora) llena de pozol (bebida típica a base de maíz y cacao); los cuales se utilizan en las faenas diarias en el campo.
Las mujeres visten blusa blanca con una tira bordada tradicional de flores en el cuello y mangas, y falda floreada en diferentes tonos. El diseño de la falda varía de acuerdo a cinco tipos diferentes usados en las distintas regiones del estado.

## Tradiciones y danzas

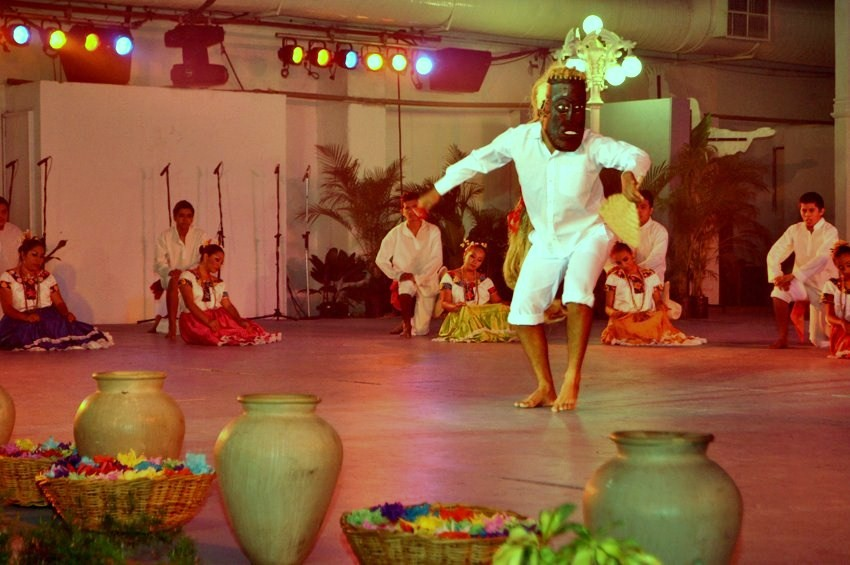
Danza típica de los Chontales de Tabasco

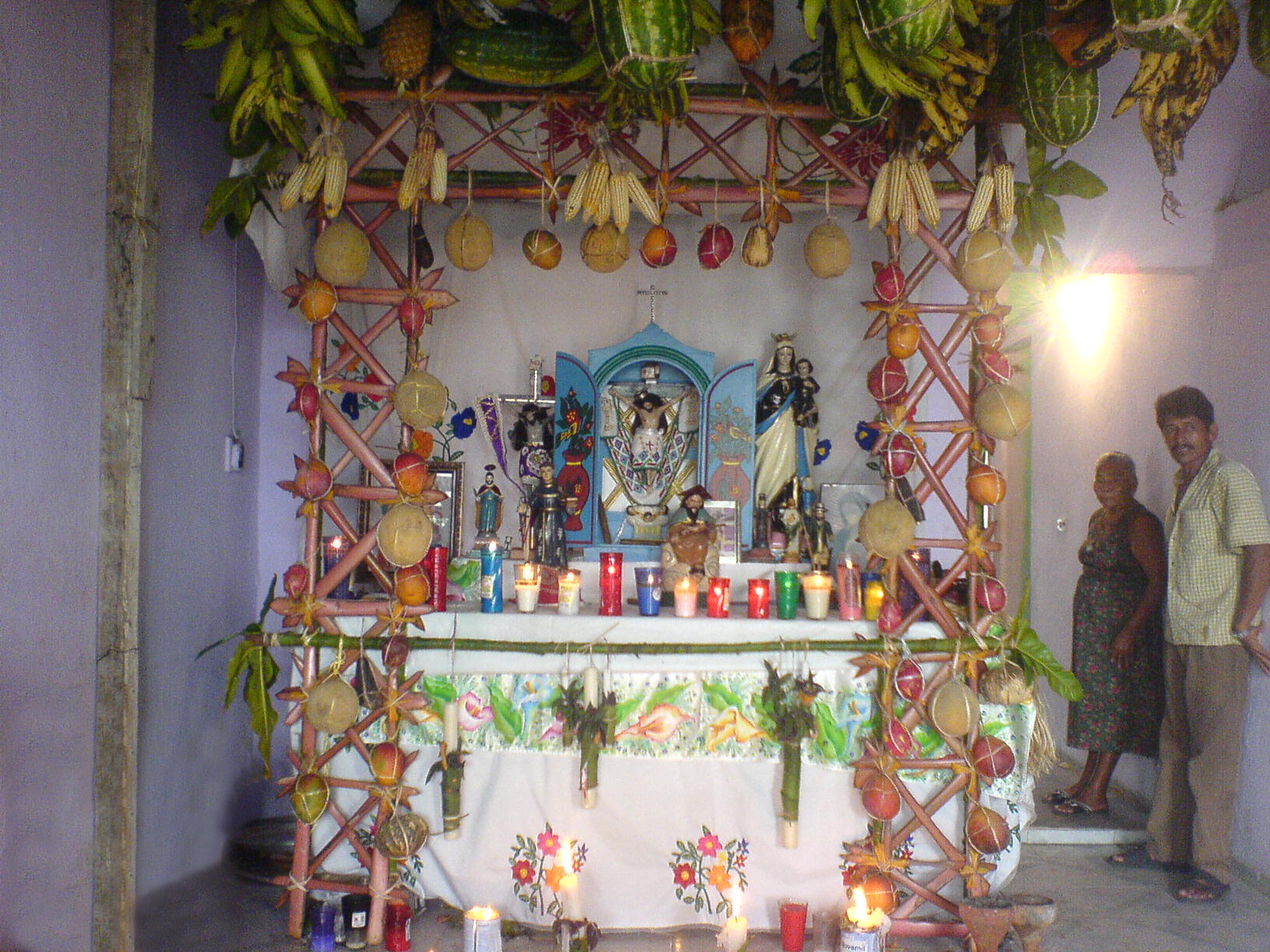
El altar de muertos es una de las principales tradiciones de los Chontales de Tabasco

La riqueza cultural del pueblo chontal de Tabasco es enorme; entre las tradiciones principales destaca la celebración del día de muertos celebrada los días 1 y 2 de noviembre de cada año y en la que se come el tradicional pan de muerto. Igualmente, en todas las comunidades chontales se celebran fiestas patronales dedicadas al santo patrono de la comunidad, y en ellas se realizan danzas típicas, y se consumen alimentos típicos chontales.
Cimatán, Potonchán, Acalán y Xicalango fueron puntos de encuentro entre mercaderes de la ruta comercial de mayas y aztecas. En estas poblaciones se organizaban verdaderas ferias, donde se intercambiaban diversos productos o eran vendidos a cambio de semillas de cacao, la moneda de esa época.
Durante la colonia, en los pueblos chontales, de Tabasco existían festividades dedicadas al santo patrono y a otros santos y fiestas, en las cuales, se alternaba lo comercial y lo religioso, y eran organizadas por el "patrón" o "mayordomo", elegido por el pueblo para realizar las actividades que le fueron encomendadas de acuerdo con las tradiciones y costumbres.
Una de las riquezas más grandes de los chontales de Tabasco, lo constituyen sus distintas maneras en que su gente expresa su sentir, a través de sus tradiciones, ceremonias y bailes. Dichas costumbres difieren casi totalmente a las de otras regiones, por varias razones como son el clima, la peculiaridad del territorio, la distancia y aislamiento con respecto al resto del país, con lo que la influencia recibida de las costumbres de otros lugares no fue muy fuerte.
Así se tienen diferentes danzas chontales entre las más importantes se encuentran: el Baila Viejo, la danza del Caballo y el Gigante, bailadas en comunidades del municipio de Nacajuca, la danza del Caballito Blanco que se baila en Tamulté de las Sabanas, municipio de Centro o la danza de David contra Goliat (introducida en la época colonial) que se baila en comunidades del municipio de Cunduacán.

## Leyendas
Entre sus leyendas más conocidas se encuentran los duendes que ellos llaman Yumkap, que quiere decir el dueño de la tierra o el que cuida la naturaleza. Cuenta que en los senderos de las selvas, cuando los niños iban solos y ya bien avanzados en su camino, comenzaban a oír silbidos que, según la leyenda, eran los duendes que los llamaban mientras los seguían y al alcanzarlos los "Yumkap" les invitaban a que jugaran con ellos y si los niños aceptaban perdían la noción del tiempo y luego de un rato los duendes desaparecían y los niños entonces se daban cuenta de que ya no estaban en el camino sino en lo profundo de la selva, completamente perdidos; una de las formas de evitar que los alcanzaran era que les dejaran unas hojas de guano, tejido de cualquier manera para que los duendes se pusieran a jugar y los dejaran de seguir.